# Anti Restió (polític)
Anti Restió (en llatí Antius Restio) era un magistrat romà, probablement fill d'Anti Restió, tribú de la plebs.
Els triumvirs el van proscriure l'any 43 aC, però es va salvar per la fidelitat d'un esclau mercès al qual va poder escapar-se de Roma i reunir-se amb Sext Pompeu a Sicília. El seu nom apareix a diverses monedes o medalles i es pensa que les va fer en honor del seu pare, autor d'una llei sumptuària (Antia sumptuaria).